# Hoikansaari (ö i Norra Savolax, Norra Savolax, lat 63,22, long 26,30)
Hoikansaari är en ö i Finland. Den ligger i sjön Nilakka och i kommunen Keitele i den ekonomiska regionen  Övre Savolax ekonomiska region  och landskapet Norra Savolax, i den centrala delen av landet, 300 km norr om huvudstaden Helsingfors. Öns area är 0,5 hektar och dess största längd är 240 meter i nord-sydlig riktning.